# تور بيرغيرون
تور بيرغيرون (بالسويدية: Tor Bergeron)‏ هو عالم أرصاد سويدي، ولد في 15 أغسطس 1891 في Godstone ‏ في المملكة المتحدة، وتوفي في 13 يونيو 1977 في أوبسالا في السويد.

## وصلات خارجية
- تور بيرغيرون على موقع الموسوعة البريطانية (الإنجليزية)